# Depeche Mode
I Depeche Mode sono un gruppo musicale synth pop britannico formato nel 1980 a Basildon e composto da Dave Gahan (voce) e Martin Gore (chitarra e tastiere).
La formazione originaria comprendeva anche Vince Clarke (tastiere, chitarra, cori, drum machine) ed Andrew Fletcher (tastiere, basso e cori). Nel 1981 Clarke lasciò la band per fondare gli Yazoo con Alison Moyet e in seguito gli Erasure con Andy Bell. Al suo posto fu chiamato Alan Wilder (tastiere, batteria, cori, basso, pianoforte, percussioni), che fece parte della formazione dal 1982 al 1995. In seguito la band continuò la propria attività come trio fino alla morte di Fletcher, avvenuta nel 2022.
Affermatisi sulla scena synth pop britannica agli inizi degli anni ottanta, la loro fama si è protratta ed accresciuta negli anni. Attraverso una proficua carriera lunga quattro decenni, hanno abbracciato attraverso l'utilizzo dell'elettronica più di un genere musicale, con larghe concessioni al pop rock e alla new wave, specie nella seconda fase, e una massiccia incursione nell'alternative dance.
Con oltre 100 milioni di dischi venduti in tutto il mondo, diversi gruppi e artisti provenienti da tutti i generi musicali influenzati dai loro lavori e numerose cover delle loro canzoni realizzate, i Depeche Mode sono uno dei gruppi più influenti nella storia della musica contemporanea, nonché una delle migliori band musicali di sempre. La nota rivista musicale britannica Q li ha definiti "la band elettronica più popolare e longeva che il mondo abbia mai conosciuto", e Rolling Stone "la quintessenza della musica elettronica degli anni ottanta". Nel 2020 sono stati inseriti nella Rock and Roll Hall of Fame

## Storia del gruppo

### Primi anni eSpeak & Spell

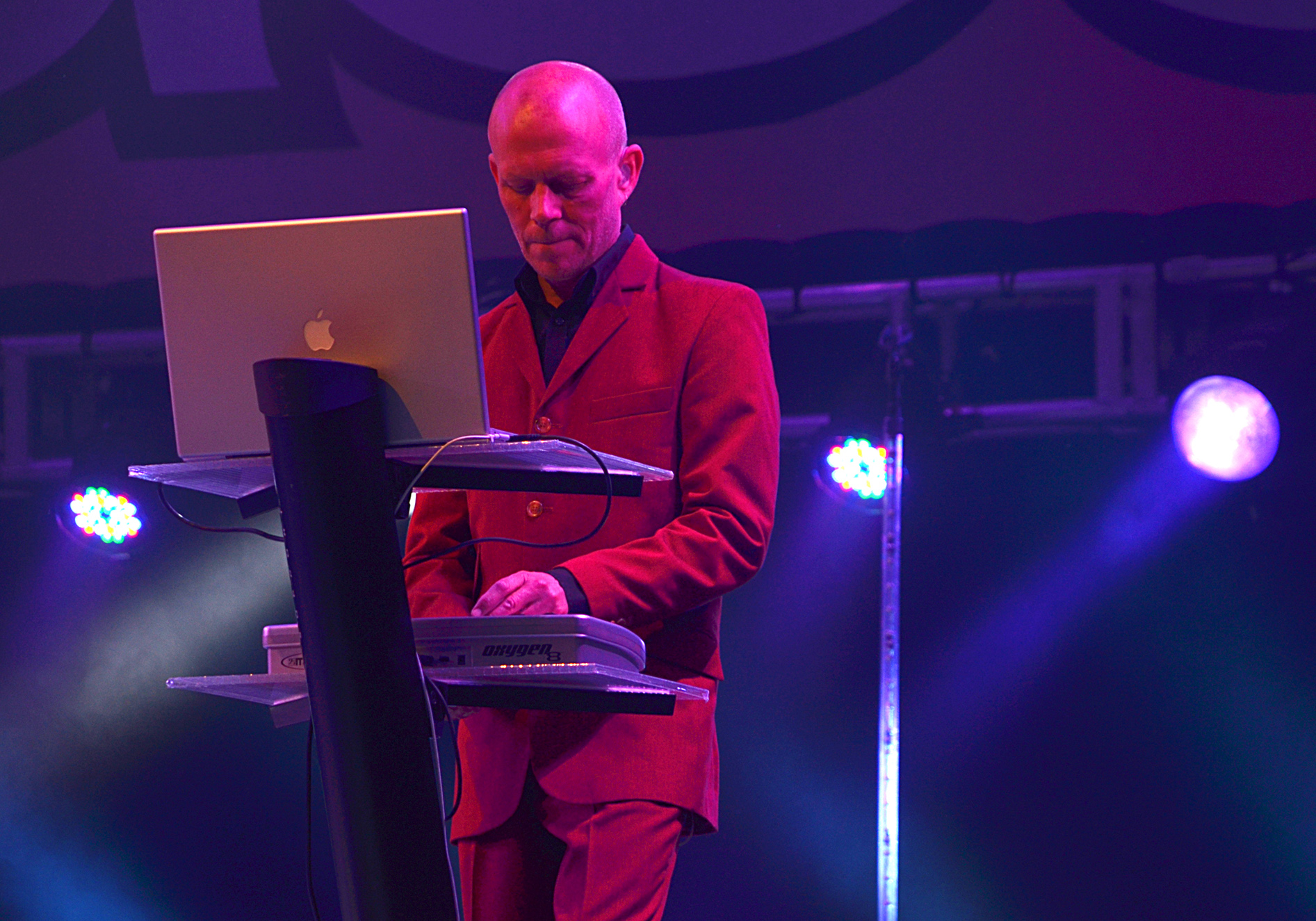
Vince Clarke nel 2011 con gli Erasure.

Nel 1976 Vince Clarke, Mark Pex e Andrew Fletcher danno vita ai No Romance in China, senza però ottenere molto successo. Di conseguenza, nel 1979 Clarke fonda un nuovo gruppo insieme a Martin Gore (frontman dei Norman and the Worms) che prende il nome di French Look, cambiato in seguito in Composition of Sound a seguito dell'ingresso di Fletcher. Però, manca ancora un vero cantante, e così, quando nel 1980 Clarke sente l'allora sconosciuto Dave Gahan cantare una reinterpretazione di "Heroes" di David Bowie in un locale, gli propone di unirsi alla formazione, proposta che Gahan accetta. Dietro suggerimento del nuovo arrivato, la band cambia ancora una volta nome, assumendo quello definitivo di Depeche Mode, tratto da un'omonima rivista di moda francese dell'epoca (Dépêche mode), che può essere tradotto come gazzettino di moda, ma che viene spesso erroneamente tradotto come moda passeggera, moda veloce, moda pronta oppure nuova moda, a causa della confusione della parola francese dépêche col verbo se dépêcher (spicciarsi o sbrigarsi).
I Depeche Mode esordiscono ufficialmente alla fine del 1980, partecipando alla raccolta Some Bizzare Album, realizzata da alcuni gruppi emergenti (fra questi i Soft Cell, Blancmange, The The e Naked Eyes) con il brano Photographic. In questo stesso periodo, esistevano una serie di gruppi che fornirono alla band di Basildon album collettivi di tributi e compilation di cover, usciti, uno dopo l'altro, nel giro di pochi anni. Il gruppo dei Camouflage è stata sicuramente la band su cui i Depeche Mode hanno esercitato maggiormente la loro influenza. Il trio tedesco pubblicò il proprio album di debutto, Voices & Images, nel 1988, che a lungo fu creduto da molti come una produzione limitata all'area germanica degli stessi Depeche Mode, soprattutto per quanto riguarda il singolo di apertura, The Great Commandment, finché i tre ragazzi non comparvero nel relativo videoclip. In seguito, i Camouflage hanno sperimentato nuove sonorità rimanendo, però, sempre vicini allo stile synth pop.
Dopo Photographic, i Depeche Mode, sotto la guida del produttore Daniel Miller, pubblicheranno i singoli Dreaming of Me (arrivato al cinquantasettesimo posto nella Official Singles Chart) e New Life (undicesimo nella medesima classifica), sicché oltre al buon riscontro commerciale, godono anche di numerosi passaggi radiofonici, grazie ai quali la band riesce a pubblicare il primo di una lunga e fortunata serie di album intitolato Speak & Spell. Scritto principalmente da Vince Clarke contiene il singolo Just Can't Get Enough, divenuto un vero e proprio tormentone che rasenta la filastrocca ossessiva. Martin Gore partecipa al processo compositivo scrivendo i brani Tora! Tora! Tora!, e la strumentale Big Muff, cantandone poi un terzo, intitolato Any Second Now (Voices).
Il successo ottenuto pone però il gruppo di fronte alla necessità di una vita on the road, ipotesi non gradita da Clarke (refrattario alla vita da "pop star"), che abbandona così la band, fondando prima il duo elettropop Yazoo con Alison Moyet e in seguito The Assembly e Erasure, il secondo dei quali con Andy Bell.

### I primi successi:A Broken Frame,Construction Time AgaineSome Great Reward
Andatosene Vince Clarke, l'unico che può ricoprire il ruolo di compositore è Martin Gore, che riprende così in mano i propri brani scritti a 14 anni, in piena adolescenza, con i quali, nel 1982, i Depeche Mode pubblicheranno il loro secondo album, A Broken Frame. Vince si offre di lasciare ai Depeche Mode (che garbatamente rifiutano) un ultimo brano dal titolo Only You, ma che diventerà una hit con gli Yazoo. Per il conseguente tour, i Depeche Mode necessitano di un nuovo tastierista, così viene assunto Alan Wilder, che, alla fine della tournée, diventa membro a tutti gli effetti della band.
Con questa formazione, e con un Gore ispirato più che mai, i Depeche Mode producono dischi al ritmo di quasi uno l'anno, fino al 1990. Nel 1983 pubblicano Construction Time Again, che contiene Everything Counts, uno dei loro brani più famosi. Nel 1984, riescono a sfondare anche nell'America del Nord con il singolo People Are People, tratto dall'album Some Great Reward, e una raccolta omonima, appositamente pubblicata per il mercato statunitense.
Si conclude così, nel 1985, la prima fase della loro carriera, con la raccolta The Singles 81-85, che contiene i due inediti Shake the Disease e It's Called a Heart, estratti per promuovere l'album, leggermente modificato per l'America Settentrionale, nella scaletta e nel titolo. Ribattezzata infatti Catching Up with Depeche Mode, la collection comprende anche i lati B dei due singoli e un paio di successi minori, omessi nella compilation internazionale.

### Black Celebration e Music for the Masses

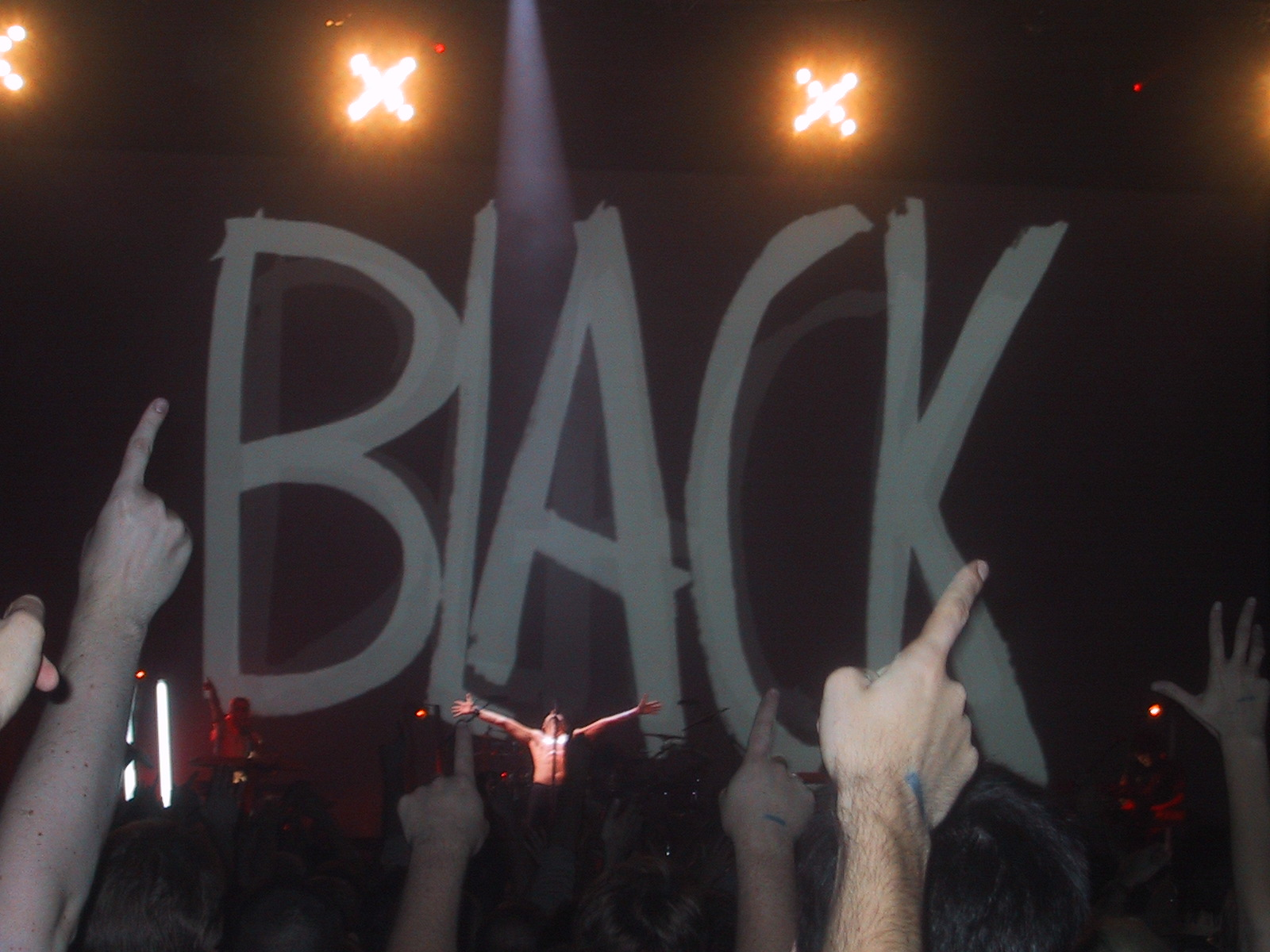
I Depeche Mode a Oberhausen (Germania), mentre cantano Black Celebration

Già alcune tracce di Some Great Reward permettevano ai fan dei Depeche Mode di comprendere che l'atmosfera intorno alla band stava mutando: l'aria si faceva più rarefatta, la contenuta solarità dei primi anni stava scomparendo, per lasciare posto al buio e a un umore più malinconico. Infatti, nel 1986 si apre la seconda fase del gruppo, con Black Celebration, disco dai toni più cupi, gothic e dark, che caratterizzeranno tutta la produzione seguente. È interessante notare che si tratta dell'unico album dei Depeche Mode che prende il nome da una canzone contenuta al suo interno. A partire da questo album, in particolare con la canzone Here Is the House, Martin riprende a suonare la chitarra, abbandonata tempo prima, quando la band aveva optato per delle sonorità più sperimentali ed elettroniche, dimostrando di preferirle a quelle maggiormente acustiche.
Nel 1987 con l'uscita di Music for the Masses (il titolo di questo disco nasce da un'idea di Gore che, mentre stava visionando dei dischi di musica, notò un disco dal titolo suggestivo: Music for the Millions) e dei singoli Strangelove, Never Let Me Down Again e Behind the Wheel i Depeche Mode si consacrano definitivamente anche negli Stati Uniti, con un gigantesco concerto al Rose Bowl di Pasadena, al quale partecipano più di 60.000 persone, immortalato nel doppio disco 101 e nel video VHS che porta lo stesso titolo e che può essere considerato un vero e proprio film, con la regia di D. A. Pennebaker.

### ViolatoreSongs of Faith and Devotion: dall'apice alla crisi
Con Violator, uscito nel 1990 e registrato a Milano, uno dei dischi più apprezzati, grazie alla presenza di due tra i brani più famosi del gruppo, Enjoy the Silence (uno dei maggiori successi commerciali in assoluto, numero 6 nella UK Top 75) e Personal Jesus (uscito come singolo sei mesi prima dell'album), la chitarra diventa parte fondamentale del sound della band. Il tour che ne consegue (The World Violation Tour) si rivela un enorme successo. Nel giro di 8 ore vennero venduti 42.000 biglietti per il Giants Stadium di East Rutherford, e 48.000 per il Dodger Stadium di Los Angeles. Alla fine del tour, però, inizia un periodo di crisi dovuto allo stress di un anno intero di live senza sosta. Dave conosce Theresa Conway e abbandona famiglia e band per trasferirsi con lei a Los Angeles, nel 1991.
Difatti, da questo punto della loro carriera, i Depeche Mode iniziano a rallentare l'uscita dei propri dischi, tanto che il successivo album, intitolato Songs of Faith and Devotion, vedrà la luce solamente nel 1993. Con Alan Wilder improvvisatosi batterista, accantonate temporaneamente le drum machine, una delle caratteristiche peculiari di questo lavoro sono proprio i suoni "puliti" di una vera batteria, anche se più volte processati attraverso i sintetizzatori. L'ottavo studio album della band uscì il 22 marzo 1993 e subito si distinse per le sue forti identità rock, grazie ai brani I Feel You, Walking in My Shoes e In Your Room che accostarono il gruppo al genere rock alternativo. L'album vendette tra le 4 e i 5 milioni di copie in tutto il mondo, scalando le classifiche di tutti i paesi europei ed americani ove divenne disco d'oro e di platino. Tuttavia sotto la maschera del successo i quattro artisti stavano vivendo un periodo di crisi cominciato, come precedentemente spiegato, già dalla fine del The World Violation Tour, con un aggravato stato di depressione per Fletcher, una tossicodipendenza da speedball per Gahan e una continua incomprensione tra Gore e Wilder; tutto ciò alla vigilia di un tour di 14 mesi, il The Devotional Tour.

#### Devotional Tour - Exotic/Summer Tour
La prima leg europea del The Devotional Tour, la tournée promozionale tesa a promuovere l'album, comincia a Lilla il 19 maggio 1993 per concludersi con un grande concerto al Crystal Palace di Londra il 31 luglio 1993 davanti a 35.000 persone. Dave, Martin, Andy e Alan partono con il loro entourage di 18 persone, 80 addetti alla manutenzione ed un consigliere spirituale. La seconda leg della tournée coprirà una prima volta gli Stati Uniti, terminando con il ritorno in Europa per una mini-serie di concerti tenuti in Irlanda e nel Regno Unito. Il The Devotional Tour registra negli USA un ottimo riscontro di pubblico, ma Dave è sempre più debilitato e stremato dall'uso di eroina e dalle fatiche dei concerti. L'8 ottobre del 1993, durante la tappa di New Orleans, ha un infarto dovuto ad overdose di eroina ed è ricoverato all'ospedale dove viene rianimato.

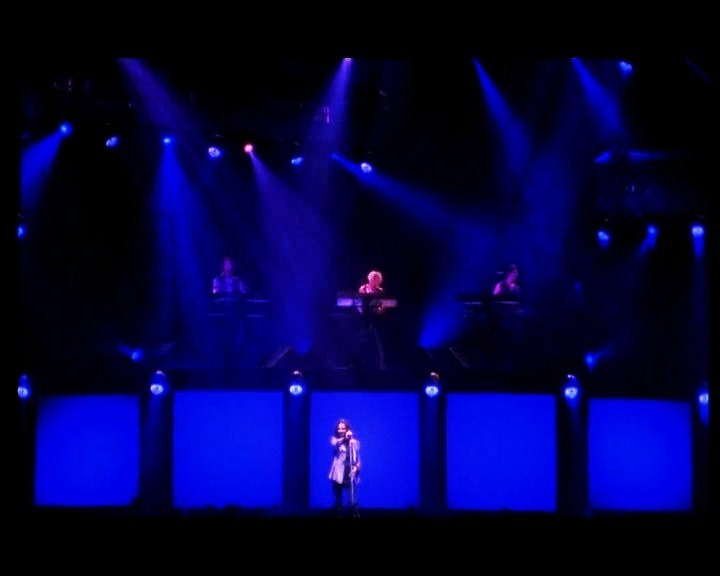
Depeche Mode a Lilla eseguono Policy of Truth

Alla fine dei concerti nel Regno Unito, i Depeche Mode si fermano per circa un mese e mezzo prima di tornare ad esibirsi in Africa, Asia, America Latina e Stati Uniti nell'ambito di quel tour meglio conosciuto sotto il nome di The Exotic Tour/Summer Tour. Prima di imbarcarsi in questa nuova avventura, Wilder passa qualche settimana presso i Windmill Lane Studios di Dublino per mixare i brani dell'album Songs of Faith and Devotion Live e la traccia audio del nuovo video live di Anton Corbijn intitolato Devotional. Qualche settimana dopo, si trasferisce con Daryl Bamonte ed il produttore Steve Lyon presso i Logic Studios di Milano per preparare i brani da proporre nei successivi concerti del nuovo tour.
I Depeche Mode, ormai, sono divisi e i loro rapporti al di fuori dei concerti non esistono. Così, mentre Alan è sempre più convinto di abbandonare il gruppo, Martin Gore continua a rifugiarsi nell'alcol ed Andrew Fletcher cade nuovamente in una profonda depressione che lo porterà ad abbandonare il tour ed essere sostituito da Daryl Bamonte a partire dalla prima data brasiliana dell'Exotic Tour (il 4 aprile 1994 a San Paolo). Quanto a Dave Gahan, per lui continua il periodo estremamente difficile, che lo porterà ancora a sfiorare la morte. La tournée invece prosegue e con essa i disastri: Dave si romperà due costole lanciandosi nel pubblico durante l'ultimo concerto del tour al Deer Creek Music Center; Alan rischierà la vita qualche settimana dopo la fine del tour per via di un aereo militare schiantatosi a poche centinaia di metri da lui mentre percorreva una strada con la sua auto; Martin sarà sempre più spesso vittima di crisi epilettiche. Il cantante dei Primal Scream Bobby Gillespie confesserà anni dopo di essere rimasto scioccato dal massiccio uso di droghe di Dave. Il tour si conclude ad Indianapolis l'8 luglio 1994, dopo 154 concerti e 14 mesi di giro del mondo, lasciando i quattro nella crisi più difficile che abbiano mai affrontato. Dave nell'estate del 1995 tenterà il suicidio con il taglio delle vene dovuto a degli allucinogeni e poco tempo dopo divorzierà dalla sua seconda moglie.

### L'abbandono di Alan Wilder, la crisi di Dave e la rinascita conUltra
A causa dei rapporti personali pesantemente deterioratisi all'interno del gruppo e delle incomprensioni oramai all'ordine del giorno, dopo 13 anni passati nella band Wilder decide di abbandonarla definitivamente. La decisione, da lui stesso definita irrevocabile, viene comunicata a Dave via fax (vista l'impossibilità di rintracciare il frontman oramai completamente assente per via del massiccio uso di droghe), e di persona agli altri, nel corso di una riunione convocata da Alan stesso e tenutasi a Londra. A tutto ciò fa immediatamente seguito un comunicato stampa in cui lo stesso Wilder non risparmia dure critiche ai suoi oramai ex compagni di gruppo Martin Gore ed Andy Fletcher, sebbene nessuno venga citato esplicitamente. Una decisione inattesa che coglie impreparati Gore e Fletcher, i quali decidono tuttavia di proseguire senza cercare alcun sostituto.
Così, superato lo choc iniziale, i tre entrano in studio nell'ottobre 1995 affidandosi alla produzione di Tim Simenon e del suo personale gruppo di collaboratori. Benché l'incisione delle basi musicali proceda regolarmente, le condizioni psicofisiche di Dave gli consentono di ultimare la registrazione vocale di un solo brano. Dietro suggerimento di Martin, Dave torna a Los Angeles per cercare di superare i propri problemi e curare la sua pesante tossicodipendenza, ma il 28 maggio 1996 un'overdose di speedball (un mix letale di cocaina ed eroina) lo conduce praticamente alla morte clinica per tre minuti prima di essere ancora una volta miracolosamente rianimato (per cui già in passato era stato soprannominato The Cat, il gatto, dal team di paramedici dell'ospedale West Hollywood). Salvato in extremis e dimesso dall'ospedale, viene ricoverato in un centro specialistico dove riesce a disintossicarsi completamente per poi raggiungere il resto della band presso i RAK Studios e proseguire le registrazioni vocali di Ultra.
Per la realizzazione dei video promozionali (ad eccezione di quello di Home, diretto da Steven Green), le photo sessions e l'artwork dell'album, i tre si affidano ancora una volta a Anton Corbijn. Il primo singolo estratto dal nuovo disco è Barrel of a Gun (i cui primi versi non riprendono affatto, come da taluni erroneamente creduto, le prime parole pronunciate da Gahan al risveglio dall'ultima overdose) seguito da It's No Good. Il 14 aprile 1997 esce Ultra che si piazza alla posizione numero 1 in Regno Unito, Spagna e Germania e al numero 5 negli Stati Uniti d'America. Date le precarie condizioni di salute di Gahan, ancora non completamente ristabilitosi e a cui la band vuole evitare possibili ricadute, per la prima volta nella storia dei Depeche Mode alla pubblicazione di un disco non fa seguito alcun tour promozionale, con l'eccezione di due mini concerti, tenuti rispettivamente all'Adrenaline Village di Londra il 10 aprile ed allo Shrine Exposition Hall di Los Angeles il 16 maggio dello stesso anno. In questi due spettacoli con la band suonano Dave Clayton ai sintetizzatori e Christian Eigner alla batteria.

### The Singles 86-98,ExcitereRemixes 81-04: dal 1998 al 2004
La band si riunisce con Tim Simenon ed il suo team nei primi mesi del 1998 per registrare il nuovo singolo Only When I Lose Myself che farà parte della nuova raccolta The Singles 86-98, sequel della precedente The Singles 81-85. Per promuoverla, all'uscita del disco fa seguito un tour promozionale chiamato The Singles Tour, che parte a settembre in Estonia e si conclude il 22 dicembre negli Stati Uniti, per un totale di 60 concerti in soli 3 mesi. Ad accompagnare la band sul palco ci sono Peter Gordeno alle tastiere e Christian Eigner alla batteria.
Nel periodo successivo, Martin Gore vive, per la prima volta da quando è il principale song-writer del gruppo, un periodo di crisi di ispirazione, e per risolverla si affida all'aiuto di Paul Freegard e Gareth Jones. Una volta superata, i Depeche Mode possono finalmente tornare in sala d'incisione, e nel 2001, a quattro anni dal loro ultimo album in studio, esce Exciter, prodotto da Mark Bell, noto soprattutto per la sua fruttuosa collaborazione con la celebre artista islandese Björk. Exciter è preceduto dal singolo Dream On; a cui faranno seguito i singoli I Feel Loved, Freelove, una ballata eterea, e Goodnight Lovers.
Il seguente The Exciter Tour vedrà come "turnisti" i riconfermati Peter Gordeno e Christian Eigner. Il tour, diviso in una prima leg americana ed in una seconda europea, comincia il 4 giugno a West Hollywood in California e si conclude il 5 novembre a Mannheim in Germania. Ad immortalarlo ci penserà ancora una volta Anton Corbijn che riprenderà i due concerti tenuti a Parigi il 9 e 10 ottobre 2001 da cui verrà estratto un doppio DVD intitolato One Night in Paris. Il tour sarebbe dovuto proseguire nell'estate del 2002, e come confermato dal promoter Roberto De Luca, i Depeche Mode avrebbero dovuto essere gli headliner di una delle serata dell'Heineken Jammin' Festival di Imola. Tuttavia, ragioni personali costringono la band a cancellare tutti gli impegni inizialmente previsti.
Nel 2003 i Depeche si prendono una pausa. Gahan pubblicherà il suo primo album da solista, Paper Monsters, mentre Gore darà alle stampe Counterfeit². Nel triennio 2002-2003-2004 le VHS del gruppo The Videos 86-98, 101 e Devotional vengono ripubblicate in DVD arricchiti da contenuti speciali. La band tornerà a riunirsi verso la fine del 2004, per lavorare all'imminente uscita della raccolta Remixes 81-04.

### Il rilancio conPlaying The Angel(2005)

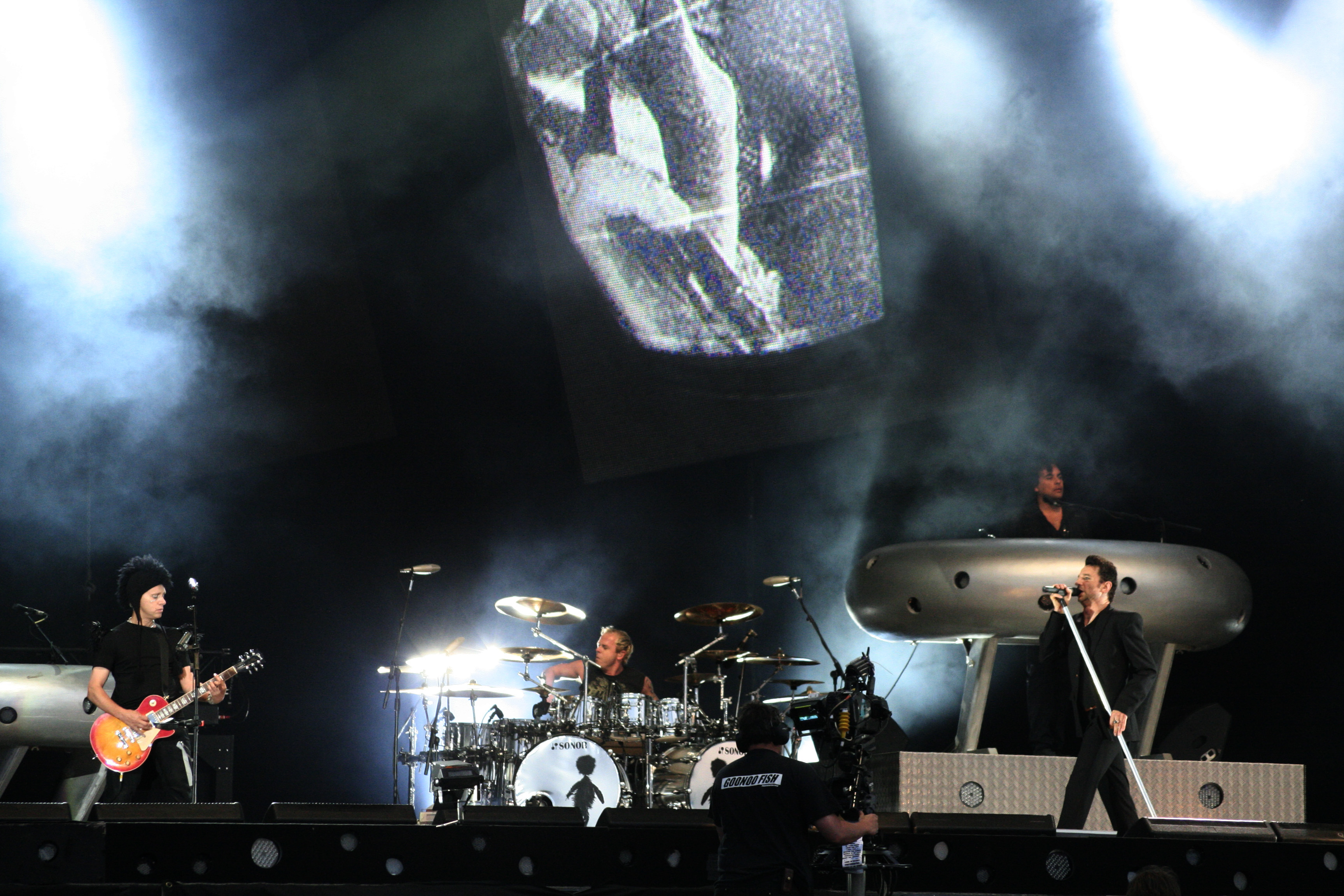
I Depeche Mode al Wireless Festival, 2006

Di lì a breve i Depeche Mode tornano in studio, accompagnati per la prima volta dal produttore Ben Hillier. Dave Gahan chiede ed ottiene di poter contribuire alla stesura dell'album con brani propri, segnando una piccola rivoluzione nel modus operandi della band. Il nuovo disco si chiama Playing the Angel, ed è pubblicato nell'ottobre del 2005, segnando una nuova era per il terzetto di Basildon. All'album segue infatti un tour di 124 date indoor e outdoor. Il Touring the Angel tocca anche l'Italia con 4 date: le prime due, indoor, al Forum di Assago, il 18 e il 19 febbraio 2006, mentre le altre due, outdoor, rispettivamente all'Heineken Jammin' Festival di Imola il 16 giugno e allo Stadio Olimpico di Roma il 17 luglio. Quanto a quest'ultima, aperta dagli scozzesi Franz Ferdinand, vede la partecipazione di circa 40.000 persone.
Quanto ai due concerti tenuti ad Assago, questi vengono filmati integralmente sotto la regia di Blue Leach ed utilizzati per la pubblicazione del doppio album video Touring the Angel: Live in Milan, uscito il 25 settembre 2006.

### Dal 2006 al 2008
Il 13 novembre 2006 esce invece in due diverse edizioni, CD audio e CD audio/DVD video, un primo Best of del gruppo, coerentemente intitolato The Best of Depeche Mode, Volume 1, contenente l'inedito Martyr.
Nel corso del biennio 2006/2007, sono stati rimasterizzati i primi 10 album di studio. Le pubblicazioni presentano una confezione speciale per collezionisti, in cui, accanto al CD, c'è anche un DVD, contenente remix ed esibizioni live del periodo, più un documentario di circa mezz'ora, con interviste e filmati rari.
Nel 2007, Fletcher e Gore si sono impegnati in diverse tournée come deejay, mentre Gahan ha lanciato l'album da solista Hourglass.

### Sounds of the Universe: 2009-2010
Sounds of the Universe è stato pubblicato in Italia il 17 aprile 2009. Il titolo del disco è stato annunciato il 15 gennaio 2009 sul sito ufficiale della band; è stato anticipato dal singolo Wrong. Sounds of the Universe ha immediatamente raggiunto la vetta delle classifiche italiane e di quelle di altri 19 paesi, piazzandosi al secondo posto in quelle inglesi ed al terzo in quelle americane.
In una conferenza stampa tenutasi a Berlino il 6 ottobre 2008, durante la quale è stato possibile ascoltare in anteprima mondiale brevi snippet di Wrong e Peace, la band ha annunciato le date del nuovo tour, il Tour of the Universe.
Durante il World Première Echo che si è svolto a Berlino il 21 febbraio 2009 è stato presentato in anteprima mondiale il nuovo singolo Wrong. Wrong è seguito da Peace, pubblicato il 15 giugno 2009 e il 7 dicembre è stato pubblicato il nuovo singolo Fragile Tension seguito da Hole To Feed.
Il Tour of the Universe è partito il 6 maggio 2009 al Rockhal di Esch-sur-Alzette, Lussemburgo, per poi approdare per la prima volta in Israele (a Tel Aviv il 10 maggio). Il 14 maggio, tuttavia, i Depeche Mode sono stati costretti a cancellare diverse date del tour ed a spostarne altre poiché a Dave Gahan, vittima di una gastroenterite alla vigilia del concerto al Terra Vibe di Atene, è stato casualmente riscontrato un tumore maligno alla vescica allo stadio iniziale. Prontamente operato, lo stesso Gahan è guarito e ha ripreso la tournée dall'8 giugno con la seconda data al Zentralstadion di Lipsia.. Così il tour è proseguito facendo tappa per la prima volta in alcuni tra i più grandi stadi di calcio europei come lo Stade de France di Parigi, l'Olympiastadion di Berlino e quello di Monaco di Baviera, assieme a partecipazioni a diversi festival di musica. Durante questa prima leg europea, il tour ha fatto tappa in Italia il 16 giugno allo Stadio Olimpico di Roma e il 18 allo Stadio Giuseppe Meazza di Milano, concerti con la partecipazione di 44.070 spettatori a Roma e 57.544 a Milano.
Verso la fine di luglio, i Depeche Mode approdano in Nord America dove tengono concerti in palasport ed anfiteatri, con la sola eccezione della partecipazione al Lollapalooza di Chicago, il 7 agosto, e delle due date del 3 e 4 ottobre al Foro Sol di Città del Messico.
Subito dopo il gruppo fa ritorno in America meridionale e America centrale, posti che il trio inglese non visitava dall'Exotic Tour nel 1994, riscuotendo un discreto successo negli ippodromi, autodromi e festival di musica locali. A fine ottobre la band torna in Europa dove il tour prosegue in vari palasport europei. Durante questa seconda leg europea, il gruppo riprenderà ufficialmente le date del 20 e 21 novembre al Palau Sant Jordi di Barcellona per pubblicarne un video e un album dal vivo entrambi intitolati Tour of the Universe: Barcelona 20/21.11.09. Durante questa nuova leg europea, i Depeche Mode fanno ancora visita all'Italia, precisamente il 25 novembre al Futurshow Station di Bologna e il 26 al Palasport Olimpico di Torino, facendo registrare due concerti all'insegna del tutto esaurito di fronte a 12.880 spettatori a Bologna e 10.758 a Torino.
Tra gennaio e febbraio 2010 la band recupera alcune delle date inizialmente programmate ad inizio tour e annullate in seguito al ricovero di Dave Gahan, e ne aggiunge di nuove. Tra queste, la più importante è senza dubbio quella del 17 febbraio in cui i Depeche Mode si esibiscono alla Royal Albert Hall di Londra, devolvendo l'intero ricavato al Teenage Cancer Trust, un'organizzazione inglese che raccoglie fondi per ragazzi malati di cancro. Il concerto segna il ritorno di Alan Wilder sul palco con i suoi ex compagni di gruppo: si tratta di un'apparizione a sorpresa per accompagnare Martin Gore al pianoforte su Somebody. Alan assisterà anche alla successiva data del gruppo alla O2 Arena di Londra tra il pubblico in tribuna.
Il tour si conclude con due date alla Esprit Arena di Düsseldorf, inizialmente previste per il 4 e 5 giugno 2009 e spostate al 26 e 27 febbraio 2010.
Il 4 marzo 2010 il trio ha ricevuto il premio di miglior gruppo internazionale agli Echo 2010, aggiungendo un'altra perla alla loro carriera. Dopo la fine del Tour of the Universe, il trio torna a dedicarsi a pieno alle loro famiglie e ai progetti personali: Gahan è ritornato a New York dove ha adottato James Nicholas Rogers-Gahan, figlio di sua moglie; Fletch è ritornato a vestire i panni di special DJ per varie discoteche inglesi; Gore è tornato anch'egli dalla sua famiglia.
Il 6 giugno 2011 esce l'album di remix Remixes 2: 81-11, anticipato da una versione remixata di Personal Jesus curata dal duo Stargate. La raccolta vede anche la partecipazione degli ex membri della band, Vince Clarke e Alan Wilder, che contribuiscono con dei remix di Behind the Wheel e In Chains.
Nello stesso anno, i Depeche Mode vengono selezionati da Q per partecipare con una cover di So Cruel degli U2 alla compilation di tributo all'album del 1991 della rock band irlandese Achtung Baby, AHK-toong BAY-bi Covered.

### Delta Machine: 2012-2015
A novembre del 2011, Andy Fletcher dichiara che i Depeche Mode torneranno in studio nel marzo del 2012 per registrare quello che sarà il loro tredicesimo album. A sua volta, ad inizio 2012, Martin Gore dichiara che il disco verrà pubblicato nei primi mesi del 2013.
Il 23 ottobre 2012, la band tiene una conferenza stampa a Parigi dove presenta un brano del nuovo album, il cui titolo Angel viene rivelato solo qualche tempo dopo, e annuncia le date della prima tappa del Tour 2013.
Nel dicembre del 2012 il gruppo annuncia di essere passato con la Columbia Records e che il nuovo album verrà pubblicato il 25 marzo del 2013. Il 24 gennaio 2013 la band rivela il titolo dell'album, ovvero Delta Machine, e anche il tour viene rinominato The Delta Machine Tour. Il 1º febbraio dello stesso anno, viene pubblicato il primo singolo Heaven in download digitale, in contemporanea con il video del brano su Vevo. A marzo Andy Fletcher annuncia che il secondo singolo estratto da Delta Machine sarebbe stato Soothe My Soul. L'11 marzo i Depeche Mode tengono un concerto promozionale al Live on Letterman dove, oltre alle già note Heaven e Angel, presentano altri brani dal nuovo album come Should Be Higher, Soft Touch/Raw Nerve e Soothe My Soul. Più tardi saranno ospiti anche al Late Show with David Letterman dove promuoveranno il disco ed eseguiranno Heaven.
Delta Machine viene pubblicato il 22 marzo in Germania e Irlanda, il 25 in Francia e nel Regno Unito, il 26 in Italia e negli Stati Uniti d'America e il 27 in Giappone e in Australia. Il 28, il gruppo pubblica il video musicale di Soothe My Soul, secondo singolo estratto dall'album.
Il Delta Machine Tour parte il 4 maggio 2013 dal Palais Nikaia di Nizza; come nel caso del precedente Tour of the Universe, approda subito dopo a Tel Aviv e fa tappa in diversi stadi calcistici, parchi e Festival di musica europei con le sole eccezioni delle date di Londra, Minsk e Stoccolma - quest'ultima causa fallimento del promoter del festival Peace & Love che si sarebbe dovuto svolgere a Borlänge - tenutesi in strutture indoor. Per quanto riguarda l'Italia, il tour fa tappa a San Siro e all'Olimpico di Roma dove il gruppo si esibisce davanti a rispettivamente 57.919 e 56.007 spettatori facendo registrare in entrambe le occasioni il tutto esaurito.
Dopo il trionfo della prima leg europea per via dei numerosi sold-out fatti registrare ed il gran numero di biglietti venduti, il tour approda in Nord America ottenendo risultati di tutto rispetto e con numerose date all'insegna del tutto esaurito. A novembre i Depeche Mode si esibiscono per la prima volta nella loro carriera ad Abu Dhabi negli Emirati Arabi Uniti, per poi tornare nuovamente in Europa per una serie di concerti indoor. Questa seconda leg europea si protrae fino a marzo 2014, durante la quale la band torna ad esibirsi in Italia per altre 3 sere: il 18 febbraio al Palasport Olimpico di Torino, il 20 febbraio al Mediolanum Forum di Assago e il 22 febbraio alla Unipol Arena di Casalecchio di Reno, facendo sempre registrare il tutto esaurito.
Nelle intenzioni originarie del gruppo, a partire da fine marzo - inizio aprile ci sarebbero tutta una serie di concerti da tenersi in Sud America (tra cui le vociferate partecipazioni ai Lollapalooza di Santiago del Cile e di San Paolo) ed in altri Paesi - senza peraltro mai precisare quali - che dovrebbero portare il trio di Basildon a calcare numerosi palcoscenici internazionali fino a luglio 2014 inoltrato. Ma a sorpresa, i Depeche Mode preferiscono non dare alcun seguito a quanto da loro stessi anticipato un anno e mezzo prima, facendo così calare definitivamente il sipario sulla tournée con il concerto del 7 marzo all'Olympiskij di Mosca.
L'8 ottobre il sito ufficiale del gruppo pubblica un comunicato stampa della Columbia Records in cui si annuncia la pubblicazione del film concerto Live in Berlin e dell'album Live in Berlin Soundtrack, la cui uscita è fissata al 17 novembre in tutto il mondo.

### Spirit: 2016-2020
Durante un'intervista in webcast con Rob Bell il 25 gennaio 2016, Martin Gore annuncia che il gruppo tornerà in studio a registrare nel mese di aprile dello stesso anno, e che sia lui che Dave Gahan avevano già scritto e registrato come demo delle nuove canzoni. La pubblicazione del nuovo album è prevista per la primavera del 2017. Dal 10 al 12 settembre 2016 sul profilo Facebook del gruppo vengono postate immagini già apparse nelle grafiche di precedenti pubblicazioni (forme stilizzate di un operaio, una mano e una catena), accompagnate dalla scritta "COMING SOON". Il 13 settembre viene annunciata ufficialmente la pubblicazione, l'11 novembre dello stesso anno, di una raccolta di tre DVD dal titolo Video Singles Collection, che raccoglierà tutti i videoclip dei singoli del gruppo dal 1981 al 2013 in versione restaurata assieme a quattro versioni alternative e a dei commenti per ogni video da parte dei membri del gruppo.
In una conferenza stampa tenuta a Milano l'11 ottobre 2016, i Depeche Mode hanno annunciato l'imminente pubblicazione di un nuovo album intitolato Spirit, e la relativa tournée, il Global Spirit Tour.
La settimana successiva alla conferenza, i Depeche Mode vengono nominati per la Rock and Roll Hall of Fame del 2017, ma nel mese di dicembre perdono assieme a Bad Brains, Chaka Khan, Chic, The J. Geils Band, Jane's Addiction, Janet Jackson, Joe Tex, Kraftwerk, MC5, Steppenwolf, The Cars e The Zombies in favore di Electric Light Orchestra, Joan Baez, Journey, Pearl Jam, Tupac Shakur e Yes. Verranno poi inseriti nella Rock and Roll Hall of Fame nel 2020.
ll 1º febbraio 2017 arriva l'annuncio ufficiale che il primo singolo tratto da Spirit e intitolato Where's the Revolution verrà pubblicato il 3 febbraio. Insieme all'annuncio sul sito vengono pubblicate in anteprima le copertine sia del singolo che dell'album uscito, come previsto, il 17 marzo.

### La morte di Andy Fletcher,Memento mori: 2022-2023
Il 26 maggio 2022 muore prematuramente e improvvisamente Andy Fletcher all'età di 60 anni. Il suo decesso viene annunciato dagli stessi compagni di band, così come l'ex componente Alan Wilder. In seguito gli stessi membri restanti, su autorizzazione della sua famiglia, rendono nota che la causa della morte è stata una dissecazione aortica.
Il 15 agosto 2022, a tre mesi di distanza dalla morte di Andy Fletcher, sul profilo ufficiale dei Depeche Mode compare una foto con Dave Gahan e Martin Gore in studio di registrazione al lavoro per un nuovo album con scritto "Trovare stabilità in ciò che conosciamo e amiamo e concentrarci su ciò che dà significato e scopo alla vita".
Il 4 ottobre 2022 i Depeche Mode hanno tenuto una conferenza stampa a Berlino dove hanno annunciato l'imminente uscita del loro 15º album in studio intitolato Memento mori, uscito il 24 marzo 2023, e la relativa tournée Memento mori World Tour 2023, partito nella tarda primavera del 2023 in Nord America e successivamente anche in Europa. In un'intervista a Rolling Stone Gahan dichiara che il titolo dell'album è stato suggerito a Gore da un suo amico. I due hanno subito pensato che era assai adatto ai brani che avevano scritto.

## Stile musicale
Nella prima decade della loro carriera i Depeche Mode sono stati gli esponenti di punta della new wave elettronica inglese e del techno-pop, partendo da album leggeri, ballabili e vicini all'elettropop per approdare verso un repertorio più tenebroso e meno immediato nonché colmo di allusioni al post-punk e all'industrial. Da sempre incentrata sulle tastiere elettroniche, la formazione è considerata responsabile di aver ispirato, insieme ai Duran Duran, le future formazioni dance rock.
Il primo album Speak & Spell (1981) si ispira a David Bowie e ai Kraftwerk ma già dal seguente A Broken Frame (1982), segnato dalla dipartita di Clarke e dall'arrivo di Wilder, lo stile del gruppo diviene più intimo. Si distanzia ulteriormente dal dance pop Construction Time Again (1983), che «mette in mostra arrangiamenti e strutture armoniche più complesse accanto a istanze più electro»; il seguente Some Great Reward (1984) contiene invece «brani dalle sfumature psicoanalitiche che coniugano clangori industriali, pop cerebrale, e dance post-apocalittica». Music for the Masses (1987) presenta invece sonorità che avevano influenzato molti artisti gothic rock nonché i pionieri della dance.
Con Violator (1990) i Depeche Mode si ispirano alla new wave di Joy Division, New Order, Soft Cell, Cabaret Voltaire e Psychic TV, introducendo le chitarre elettriche, ricorrenti anche nei dischi che usciranno negli anni novanta. Songs of Faith and Devotion (1993), considerata la loro uscita più rock, tenta un approccio al gospel e al formato della ballata mentre Ultra (1997) introduce elementi trip hop e ritorna alle sonorità «cupe e ossessive» dei dischi degli anni ottanta.
Gli anni duemila hanno visto il gruppo in fase di sperimentazione attraverso Exciter, caratterizzato da sonorità puramente elettroniche e minimaliste, per poi svoltare verso il rock elettronico con il successivo Playing the Angel. Sounds of the Universe (2009) rappresenta una selezione di quanto fatto dai Depeche Mode durante la loro carriera, presentando brani che oscillano tra l'elettropop degli esordi fino ad elementi rock e industrial.

### Influenze
I Depeche Mode trassero le loro influenze artistiche da una vasta gamma di artisti come i Roxy Music e Brian Eno, gli Sparks, i Siouxsie and the Banshees, i Velvet Underground, i Talking Heads e Iggy Pop, Hanno anche ammesso di essersi ispirati al blues.

## Formazione

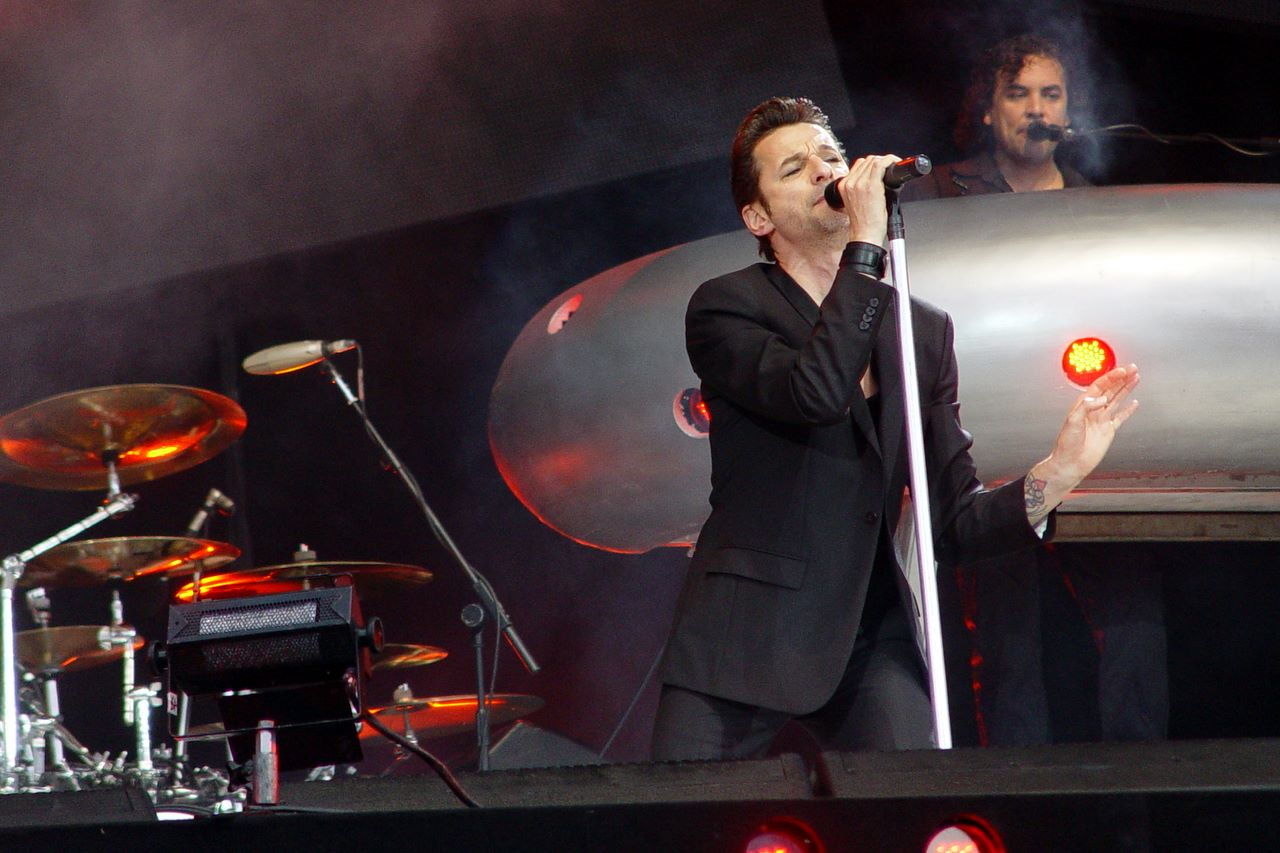
Dave Gahan

### Attuale
- Dave Gahan – voce (1980-presente)
- Martin Gore – sintetizzatore, tastiera, chitarra, voce (1980-presente)

### Ex componenti
- Vince Clarke – sintetizzatore, cori, drum machine (1980-1981)
- Alan Wilder – sintetizzatore, batteria, batteria elettronica, campionatore, pianoforte, cori, drum machine (1982-1995, ospite nel 2010)
- Andrew Fletcher – sintetizzatore, tastiera, basso, cori (1980-2022)

### Turnisti
- Christian Eigner – batteria, tastiera (1997-presente)
- Peter Gordeno – tastiera, basso, pianoforte, cori (1998-presente)

### Ex turnisti
- Hildia Campbell – cori (1993, 1994)
- Samantha Smith – cori (1993, 1994)
- Daryl Bamonte – cori, sintetizzatore (1994)
- Dave Clayton – cori, sintetizzatore (1997)
- Jordan Bailey – cori (1998, 2001)
- Janet Cooke – cori (1998)
- Georgia Lewis – cori (2001)

## Discografia
- 1981 – Speak & Spell
- 1982 – A Broken Frame
- 1983 – Construction Time Again
- 1984 – Some Great Reward
- 1986 – Black Celebration
- 1987 – Music for the Masses
- 1990 – Violator

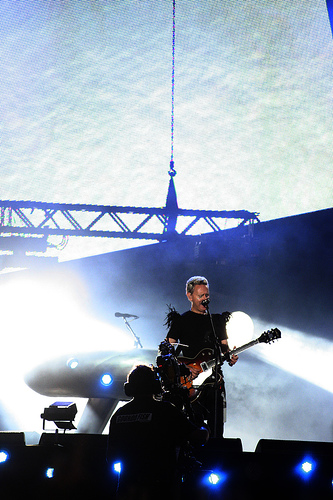
Martin Gore

- 1993 – Songs of Faith and Devotion
- 1997 – Ultra
- 2001 – Exciter
- 2005 – Playing the Angel
- 2009 – Sounds of the Universe
- 2013 – Delta Machine
- 2017 – Spirit
- 2023 – Memento mori

## Tournée
- 1980 – 1980 Tour
- 1981 – 1981 Tour
- 1982 – See You Tour
- 1982-83 – Broken Frame Tour
- 1983-84 – Construction Time Again Tour
- 1984-85 – Some Great Reward Tour
- 1986 – Black Celebration Tour
- 1987-88 – Music for the Masses Tour
- 1990 – The World Violation Tour
- 1993 – The Devotional Tour
- 1994 – Exotic Tour/Summer Tour '94
- 1998 – The Singles Tour
- 2001 – Exciter Tour
- 2005-06 – Touring the Angel
- 2009-10 – Tour of the Universe
- 2013-14 – The Delta Machine Tour
- 2017-18 – Global Spirit Tour
- 2023-24 – Memento Mori World Tour

## Riconoscimenti
VH1 colloca i Depeche Mode al novantottesimo posto della sua personale classifica riguardante i cento migliori artisti di tutti i tempi, mentre a parere di Q essi rappresentano uno dei cinquanta gruppi musicali che hanno cambiato il mondo.
Nel 2020 i Depeche Mode sono stati inseriti nella Rock and Roll Hall of Fame.
Nel corso della loro carriera hanno ricevuto 5 nomination ai Grammy Award.